# 佐々木孝太
佐々木 孝太（ささき こうた、1973年1月26日 - ）は、日本のレーシングドライバー。三重県出身。父は、かつて「まむし」の異名を誇った、往年の名ドライバー佐々木秀六。

## プロフィール
- 身長：165cm
- 体重：58kg
- 血液型：Rh+A型

## 経歴
4輪レースデビューは1995年の鈴鹿FJ1600シリーズである。1998年は鈴鹿と美祢の両シリーズでF4のシリーズチャンピオンを獲得する。その後1999年にはフォーミュラ・ドリームに参戦し、2000年にはスポットながらF3にも挑戦している。
2000年から全日本GT選手権に参戦を開始。2002年にはNetz Cupアルテッツァシリーズにも挑戦し、シリーズチャンピオンを獲得した。このNetz Cupのスカラシップで、翌2003年には、スーパー耐久シリーズ・グループN+クラスに挑戦した。この時、黒澤道場こと黒澤琢弥の指導の下でドライビング・テクニックを磨いた佐々木は、見事シリーズチャンピオンを獲得し、その後のレーシングキャリアの礎を築いている。
2005年は、SUPER GT・GT300クラスのRECKLESS MR-Sで、「GT300の優勝請負人」こと山野哲也と組んで参戦し、第7戦オートポリスで初優勝を飾るとともに、シリーズチャンピオンのタイトルも獲得している。さらにスーパー耐久シリーズではST5クラスにネスト with アペル雅YHで参戦し、こちらもシリーズチャンピオンに輝いている。2006年はSUPER GT・GT300クラスではMOLAに移籍し、番場琢とともに吉兆宝山 DIREZZA Zをドライブしている。また、スーパー耐久ではST1クラスで戦っている。
2007年には、以前GTで在籍していたRECKLESSの推薦もあって、全日本選手権フォーミュラ・ニッポンにTEAM RECKLESS CERUMOから参戦しステップアップを果たしたが、スポンサーである株式会社RECKLESSからCERUMOへのスポンサーフィーの支払いが滞ったことにより、CERUMOは2台での参戦体制を継続することが困難となり、第5戦を持ってシリーズからの撤退を余儀なくされている。しかし、その後もRECKLESSは佐々木へのサポートを継続している。

## レース戦績
- 1995年 - 鈴鹿FJ1600シリーズ（#60 オスカーSK94セキグチパワー）
- 1996年
  - 鈴鹿FJ1600シリーズ（#70 オスカーSK96ED関口PWR）
  - TIチャレンジカップ・FJ1600＜スポット参戦＞（#70 オスカーSK96ED関口PWR）（決勝7位）
- 1997年
  - F4･鈴鹿シリーズ（TODA RACING #11 LIAN TODA オスカーED／オスカーSKパル）（シリーズ5位）
  - F4･TI英田シリーズ（TODA RACING #11 LIAN TODA オスカーED／オスカーSKパルシリーズ2位）
- 1998年
  - 全日本F3選手権＜スポット参戦Rd.1＞（#19 ダラーラF395改 3S-GE）（決勝16位）
  - スーパーF4選手権（#17 LIAN TOMO レーシング／ウエスト976）（決勝2位）
  - F4･鈴鹿シリーズ（#1 LIAN TOMO レーシング／ウエスト976）（シリーズチャンピオン・2勝）
  - F4･美祢シリーズ（#1 LIAN TOMO レーシング／ウエスト976）（シリーズチャンピオン・3勝）
  - 98'鈴鹿クラブマンレースRound6 Endurance Stage300km耐久レース（#54 セキグチオスカーSK52ED）（決勝DNF）
- 1999年
  - フォーミュラ･ドリーム（#14 LIAN RACING FD99／FD99 MF224）（シリーズ3位）
  - スーパー耐久選手権シリーズ・ClassN+（#15 ZAUBER INTEGRA／DC2）
- 2000年
  - 全日本F3選手権＜Rd.1-4＞（TODA RACING #17 LIAN 戸田無限ホンダ／ダラーラF399 MF204B）→＜Rd.9&10＞（Team 5ZIGEN #38 5ZIGENワコーズF300／ダラーラF300 3S-GE）（シリーズ15位）
  - 全日本GT選手権･GT300クラス（TEAM GAIKOKUYA 第1戦 #27 ダンテールプロジェポルシェ→第4～5戦 #360 ヒマラヤ D-PROJECT　RSR→第7戦#360 ヒマラヤADVAN D-PROJECTモデナ）（シリーズ30位）
  - 第29回インターナショナルPokka1000km（#360 ヒマラヤD-PROJECT RSR／PORSCHE993RSR）（総合12位）
  - 2000'鈴鹿クラブマンレースRound5 Endurance Stage300km耐久レース（#15 日本マルチメディアワコーズ52／SK52）（決勝2位）
- 2001年
  - 全日本GT選手権･GT300クラス（DENTAIRE PROJECT#360 ダンテールフェラーリ／FERRARI 360 MODENA）（シリーズ23位）
  - 第30回インターナショナルPokka1000km・GT300クラス（DENTAIRE PROJECT#360 ダンテールフェラーリ360GT／FERRARI 360 MODENA）（決勝DNF）
  - 第8回十勝24時間レース・Class4（#66 SPEED ED S2000）（総合11位・クラス4位）
  - Super TEC（#19 JMC ADVAN GT-R／スカイラインGT-RBNR-34）（総合23位）
- 2002年
  - 全日本F3選手権＜Rd.17-20＞（#18 イエローハットF302／ダラーラF302 3S-GE）
  - 全日本GT選手権･GT300クラス＜Rd.3,4,6欠場＞（DENTAIRE PROJECT#360 ダンテールフェラーリ／FERRARI 360 MODENA）
  - 十勝24時間レース･グループN+（KRAFT #38 エイベックス･アルテッツア／SXE10）（総合10位･クラス2位）
  - Netz Cup･アルテッツアシリーズ（#22 乱人MAXアルテッツアラムズ／SXE10）（1勝）
- 2003年
  - 全日本GT選手権･GT300クラス（TEAM RECKLESS #31 RECKLESS MR-S／ZZW30 3S-GTE）（シリーズ5位・1勝）
  - スーパー耐久選手権シリーズ･ClassN+＜Rd.5欠場＞（TOM'S SPIRIT #36 MAZIORA Kosei ALTTEZA）（シリーズチャンピオン・4勝）
  - 第32回インターナショナルPokka1000km・S-Eクラス（#35 NRFミストSSRDL△RX8／MAZDA RX-8）（決勝DNF）
  - 新春NRC鈴鹿ゴールデントロフィーレース（#88 スクーデリアカドウェル03／カドウェル）（決勝2位）
  - 2003 SCCN MAY RACE・VWビートルONE MAKE（#27 スナップオンハイタイムビートル／GF-9CAVC）（決勝6位）
  - もてぎチャンピオンズカップ第3戦・VWビートルONE MAKE（#27 スナップオンハイタイムビートル／GF-9CAVC）（決勝5位）
- 2004年
  - 全日本GT選手権･GT300クラス（TEAM RECKLESS #31 RECKLESS MR-S／ZZW30 3S-GTE）（シリーズ8位）
  - スーパー耐久選手権シリーズ･Class4（MAX RACING #81 HOT ROD CRUE YH／ホンダインテグラ DC5）（シリーズ5位）
- 2005年
  - SUPER GT･GT300クラス（TEAM RECKLESS #30 RECKLESS MR-S／ZZW30 3S-GTE）（シリーズチャンピオン・1勝）
  - スーパー耐久選手権シリーズ･STclass5（MAX RACING #80 ネストwithアペル雅YH／トヨタ アルテッツア SXE10）（シリーズチャンピオン）
- 2006年
  - SUPER GT･GT300クラス（MOLA #46 吉兆宝山 DIREZZA Z／フェアレディZ Z33 VQ35DE）（シリーズ7位・1勝）
  - スーパー耐久選手権シリーズSTclass1（carrera Racing #28 SEICO carrera Racing PORSE911／ポルシェ911GT3 JGN）
  - 全日本耐久スポーツカー選手権SP1クラス＜スポット参戦Rd.3＞（#111スクーデリア ガレージプラスワンSK93）（総合6位・クラス3位）
- 2007年
  - フォーミュラ･ニッポン（TEAM RECKLESS CERUMO #12／ローラB06/51 RV8J）
  - SUPER GT･GT300クラス （team宝山 with MOLA #46 宝山ダンロップZ／Z33 VQ35DE）
  - スーパー耐久選手権シリーズ･STclass3（OKABE JIDOSHA motor sport #7 アメニティーホーム･エクゼティRX-7）
- 2008年
  - SUPER GT・GT300クラス＜Rd.1-7＞（CUSCO RACING #77 クスコDUNLOPスバルインプレッサ／GDB EJ20）
  - Aston Martin Asia Cup（アストンマーティン・ヴァンテージN24）（シリーズチャンピオン・6勝）
- 2009年 - SUPER GT・GT300クラス（TEAM RECKLESS with SHIFT #30 RECKLESS KUMHO IS350／GSE21 RV8J）
- 2010年 - SUPER GT・GT300クラス（R&D SPORT）
- 2011年 - SUPER GT・GT300クラス（R&D SPORT）
- 2012年 - SUPER GT・GT300クラス（R&D SPORT）
- 2013年 - SUPER GT・GT300クラス（R&D SPORT）
- 2014年
  - SUPER GT・GT300クラス（R&D SPORT）
  - インタープロトシリーズ
  - Supercar Race Series
- 2016年 - SUPER GT・GT300クラス（TOYOTA PRIUS apr GT）（シリーズ24位）
- 2017年 - SUPER GT・GT300クラス（TOYOTA PRIUS apr GT）
- 2018年 - SUPER GT・GT300クラス＜Rd.1-5＞（TOYOTA PRIUS apr GT）

### 全日本GT選手権/SUPER GT
| 年     | チーム                    | 使用車両              | クラス | 1       | 2       | 3       | 4       | 5       | 6      | 7       | 8       | 9      | 順位 | ポイント |
| ------ | ------------------------- | --------------------- | ------ | ------- | ------- | ------- | ------- | ------- | ------ | ------- | ------- | ------ | ---- | -------- |
| 2000年 | TEAM大黒屋                | ポルシェ・911         | GT300  | TRM 10  | FSW     | SUG     |         |         |        |         |         |        | 30位 | 1        |
| 2000年 | DENTAIRE PROJET RACING    | フェラーリ・360モデナ | GT300  |         |         |         | FSW 11  | TAI 12  | MIN    | SUZ 16  |         |        | 30位 | 1        |
| 2001年 | DENTAIRE PROJET RACING    | フェラーリ・360モデナ | GT300  | TAI 16  | FSW Ret | SUG Ret | FSW Ret | TRM 12  | SUZ 8  | MIN 16  |         |        | 23位 | 3        |
| 2002年 | DENTAIRE PROJET RACING    | フェラーリ・360モデナ | GT300  | TAI 13  | FSW 13  | SUG     | SEP     | FSW     | TRM    | MIN Ret | SUZ 15  |        | NC   | 0        |
| 2003年 | TEAM RECKLESS             | トヨタ・MR-S          | GT300  | TAI 3   | FSW 5   | SUG 1   | FSW 14  | FSW 3   | TRM 6  | AUT 11  | SUZ 11  |        | 5位  | 61       |
| 2004年 | TEAM RECKLESS             | トヨタ・MR-S          | GT300  | TAI 9   | SUG 13  | SEP 4   | TOK 15  | TRM 6   | AUT 9  | SUZ 4   |         |        | 8位  | 26       |
| 2005年 | TEAM RECKLESS             | トヨタ・MR-S          | GT300  | OKA 5   | FSW 3   | SEP 2   | SUG 3   | TRM 8   | FSW 3  | AUT 1   | SUZ 3   |        | 1位  | 93       |
| 2006年 | MOLA                      | 日産・フェアレディZ   | GT300  | SUZ 12  | OKA 5   | FSW 6   | SEP 12  | SUG 1   | SUZ 8  | TRM 24  | AUT 16  | FSW 7  | 7位  | 56       |
| 2007年 | MOLA                      | 日産・フェアレディZ   | GT300  | SUZ 13  | OKA 6   | FSW 18  | SEP 3   | SUG 6   | SUZ 4  | TRM 24  | AUT 2   | FSW 18 | 7位  | 48       |
| 2008年 | CUSCO RACING              | スバル・インプレッサ  | GT300  | SUZ 6   | OKA 3   | FSW 18  | SEP 1   | SUG 14  | SUZ 17 | TRM 14  | AUT     | FSW    | 11位 | 43       |
| 2009年 | SHIFT                     | レクサス・IS350       | GT300  | OKA 8   | SUZ 17  | FSW 11  | SEP 7   | SUG 15  | SUZ 9  | FSW 13  | AUT 13  | TRM 10 | 17位 | 10       |
| 2010年 | R&D SPORT                 | スバル・レガシィ B4   | GT300  | SUZ 13  | OKA 12  | FSW Ret | SEP     | SUG 13  | SUZ 1  | FSW C   | TRM 10  |        | 11位 | 21       |
| 2011年 | R&D SPORT                 | スバル・レガシィ B4   | GT300  | OKA 8   | FSW 18  | SEP 8   | SUG Ret | SUZ 1   | FSW 6  | AUT 1   | TRM 6   |        | 4位  | 56       |
| 2012年 | R&D SPORT                 | スバル・BRZ           | GT300  | OKA Ret | FSW 9   | SEP 8   | SUG 10  | SUZ Ret | FSW 6  | AUT 4   | TRM 15  |        | 14位 | 19       |
| 2013年 | R&D SPORT                 | スバル・BRZ           | GT300  | OKA 5   | FSW Ret | SEP 4   | SUG 6   | SUZ 1   | FSW 9  | AUT 7   | TRM 3   |        | 4位  | 66       |
| 2014年 | R&D SPORT                 | スバル・BRZ           | GT300  | OKA 21  | FSW 12  | AUT 2   | SUG 14  | FSW 1   | SUZ 9  | CHA 5   | TRM 17  |        | 5位  | 44       |
| 2015年 | apr                       | トヨタ・プリウス      | GT300  | OKA     | FSW 4   | CHA     | FSW     | SUZ 10  |        |         |         |        | 20位 | 10       |
| 2015年 | TEAM UPGARAGE with BANDOH | トヨタ・86 MC         | GT300  |         |         |         |         |         | SUG 15 | AUT     | TRM     |        | 20位 | 10       |
| 2016年 | apr                       | トヨタ・プリウス      | GT300  | OKA 14  | FSW 9   | SUG 18  | FSW 15  | SUZ 24  | CHA 14 | TRM 16  | TRM 17  |        | 24位 | 2        |
| 2017年 | apr                       | トヨタ・プリウス      | GT300  | OKA Ret | FSW 26  | AUT 11  | SUG 23  | FSW 20  | SUZ 24 | CHA 16  | TRM Ret |        | NC   | 0        |
| 2018年 | apr                       | トヨタ・プリウス      | GT300  | OKA 20  | FSW 18  | SUZ 17  | CHA Ret | FSW Ret | SUG    | AUT     | TRM     |        | NC   | 0        |
| 2020年 | X Works                   | アウディ・R8 LMS EVO  | GT300  | FSW     | FSW     | SUZ     | TRM     | FSW 29  | SUZ 22 | TRM 20  | FSW     |        | NC   | 0        |

### フォーミュラ・ニッポン
| 年     | チーム               | 1      | 2      | 3      | 4      | 5      | 6   | 7   | 8   | 9   | 順位 | ポイント |
| ------ | -------------------- | ------ | ------ | ------ | ------ | ------ | --- | --- | --- | --- | ---- | -------- |
| 2007年 | TEAM RECKLESS CERUMO | FSW 17 | SUZ 16 | TRM 14 | OKA 18 | SUZ 16 | FSW | SUG | TRM | SUZ | NC   | 0        |

## エピソード
- レースキャリアの開始は2輪レースが最初である。